# Steve Schets
Steve Schets (ur. 20 kwietnia 1984 w Ninove) – belgijski kolarz torowy i szosowy, brązowy medalista torowych mistrzostw świata.

## Kariera
Pierwszy sukces w karierze Steve Schets osiągnął w 2003 roku, kiedy zajął drugie miejsce w szosowym wyścigu Ronde van de Provincie Antwerpen. Rok później został mistrzem Belgii w wyścigu punktowym, a w 2005 roku był najlepszy w madisonie. Kolejny sukces w madisonie osiągnął w 2006 roku, kiedy został mistrzem Europy w kategorii U-23. W 2010 roku brał udział w torowych mistrzostwach świata w Kopenhadze, gdzie wspólnie z Ingmarem De Poortere wywalczył brązowy medal w tej samej konkurencji. W 2011 roku zwyciężył w klasyfikacji generalnej belgijskiego Handzame Classic.